# 日用算法
《日用算法》，為南宋數學家楊輝的早期數學著作，原書上下兩卷，上卷內容為釋九九、加減乘除、釋斤平數、釋丈尺數、釋斗斛數、釋田畝數；下卷內容：異乘同除，衰分、倉窖、剁積、修築。現存原序、釋斤平數、釋斗斛數。